# Clipped
Clipped es un video de la banda de hard rock australiana AC/DC. Lanzado por primera vez en 1991, contuvo tres canciones del álbum The Razors Edge y dos de Blow Up Your Video; mientras que en el año 2002 fue lanzada una versión en DVD que también incluyó videos de las canciones "Big Gun" y "Hard as a Rock".

## Lista de canciones
1. "Thunderstruck"
2. "Moneytalks"
3. "Are You Ready"
4. "Heatseeker"
5. "That's the Way I Wanna Rock N Roll"

Casi la totalidad de las canciones tuvieron como compositor a Angus Young y Malcolm Young, a excepción de "Heatseeker" y "That's The Way I Wanna Rock 'n' Roll", compuestas por Malcolm Young, Brian Johnson y Angus Young.

## Miembros de la banda
- Brian Johnson - vocalista.
- Angus Young - guitarra solista.
- Malcolm Young - guitarra rítmica .
- Cliff Williams - bajo.
- Chris Slade - batería, percusión.
- Simon Wright - batería en "Heatseeker" y "That's The Way I Wanna Rock 'n' Roll".
- Phil Rudd - batería en "Hard As A Rock" en DVD.